# Be Cool, Scooby-Doo!
Be Cool, Scooby-Doo! (conocida como ¡Ponte en onda, Scooby-Doo! en Hispanoamérica y ¡Enróllate, Scooby-Doo! en España) es una serie de televisión animada de Warner Bros. Animation para Cartoon Network. La serie cuenta con los principales personajes de Scooby-Doo a medida que pasan sus últimas vacaciones de verano juntos después de terminar su último año en la escuela secundaria. La serie da empleo a modelos de los personajes rediseñados para el reparto principal, y fue escrita en paralelo al de la serie original de 1969. En Latinoamérica, la serie se estrenó el 5 de octubre de 2015 en Cartoon Network.

## Sinopsis
Fred, Shaggy, Daphne y Vilma son 4 jóvenes que se dedican a resolver misterios. El show cuenta con la clásica "Pandilla Scooby" al terminar su último año de la escuela secundaria. Hacen planes para pasar sus últimas vacaciones de verano en equipo y deciden viajar en la combi bautizada como "La Máquina del Misterio" en busca de aventuras. En el camino, sin embargo, se encuentran con un montón de monstruos y caos, lo que les impide terminar su viaje.

## Reparto

### Voces originales
- Frank Welker: Scooby-Doo y Fred Jones
- Matthew Lillard: Shaggy Rogers
- Grey DeLisle: Daphne Blake
- Kate Micucci: Velma Dinkley

### Doblaje en español hispanoamericano
- Irwin Daayán: Fred Jones
- Carla Castañeda: Daphne Blake
- Leyla Rangel: Velma Dinkley
- Miguel Ángel Ruiz: Shaggy Rogers
- Scooby-Doo: Óscar Flores

- Dirección: Carla Castañeda
- Gerente de producción: Gabriela Garay
- Traducción: Carlos Calvo
- Estudio de doblaje: SDI Media de México

### Doblaje en España
- Eduardo Bosch: Fred Jones
- Ana Ángeles García: Daphne Blake
- Violeta Arroyo: Velma Dinckley
- Pablo Tribaldos: Shaggy Rogers
- Adolfo Moreno: Scooby-Doo

- Dirección / Traducción / Adaptación: José Luis Siurana
- Estudio de doblaje: Deluxe103 (Temporada 1) / Soundub (Temporada 2)

## Producción
La serie fue anunciado junto a otros reinicios de clásicos animados, incluyendo El Show de Tom y Jerry y Wabbit. Sam Register, que fue ascendido a presidente de Warner Bros. Animation y Warner Digital Series en abril de 2014, será su productor supervisor. La serie tendrá un tiempo de 22 minutos de funcionamiento.
Un "adelanto" de la serie fue publicada en el 2014 Comic-Con edición especial de TV Guide, donde se afirma que tomaría "un tono más lúdico" que su anterior encarnación,Scooby-Doo! Misterios S.A., Zac Moncrief productor de la serie explicó que sería "un conjunto de más de comedia", y que las relaciones de los personajes fueron escritos para ser paralelas a las de la serie original de 1969, la eliminación de cualquier subtrama romántica. Además, el personaje de Scooby-Doo tendrá diálogo limitado, y como "un nuevo giro," Fred habrá modificado la máquina del misterio de estar equipado con numerosos aparatos modernos. Lo más sorprendente es la serie empleará modelos de los personajes rediseñados para el principal fundido (conservando sus ropas originales). Moncrief describió la reforma como "simplista diseño, nervioso para que coincida con el estilo de comedia", con su atuendo retenido como "lo que es un inconformista viste como en su mundo".

## Emisión
La serie se estrenó en E4 en el Reino Unido e Irlanda el 4 de octubre, en Teletoon en Canadá el 8 de octubre y en los canales Cartoon Network el 9 de octubre en Brasil y Latinoamérica y en octubre en Italia.

## Episodios

### Primera Temporada (2015-2018)
| # | Total | Título                                                         | Título (Hispanoamérica)                                    | Título (España)                                        | Emisión                 | Emisión                  | Emisión                 |
| --- | ----- | -------------------------------------------------------------- | ---------------------------------------------------------- | ------------------------------------------------------ | ----------------------- | ------------------------ | ----------------------- |
| 1 | 1     | «Mystery 101»                                                  | Misterio 101                                               | Misterio 101                                           | 5 de octubre de 2015    | 9 de octubre de 2015     | —                       |
| En el episodio de estreno de la serie, Velma y el resto de la pandilla de Scooby investigan un fantasma en los pasillos de la Universidad de Kingston. |       |                                                                |                                                            |                                                        |                         |                          |                         |
| 2 | 2     | «Game of Chicken»                                              | El Juego de la Gallina                                     | El Juego del Pollo                                     | 12 de octubre de 2015   | 16 de octubre de 2015    | —                       |
| La pandilla va en el fondo de una antigua caverna cuando Fred recibe una llamada aterrada de su amigo Chuck. allí se encontraran el fantasma de un aterrador guerrero gallina. |       |                                                                |                                                            |                                                        |                         |                          |                         |
| 3 | 3     | «All Paws on Deck»                                             | Terror en las Profundidades                                | Todos los pies a cubierta                              | 19 de octubre de 2015   | 23 de octubre de 2015    | —                       |
| La pandilla visita al primo de Fred en su crucero, aunque Velma tiene un caso severo de hidrofobia. El crucero es atacado por monstruos marinos que defienden las aguas que están transitando. |       |                                                                |                                                            |                                                        |                         |                          |                         |
| 4 | 4     | «Poodle Justice»                                               | Justicia Poodle                                            | Justicia Caniche                                       | 26 de octubre de 2015   | 30 de octubre de 2015    | —                       |
| La pandilla visita el set de rodaje del programa favorito de Scooby y allí se encuentra con la pequeña perrita que interpreta a un detective en la pequeña pantalla. El programa de televisión necesita la ayuda de la pandilla para que continúe luego de ser atacado por una gárgola fantasmal. |       |                                                                |                                                            |                                                        |                         |                          |                         |
| 5 | 5     | «Grand Scam»                                                   | La Gran Estafa                                             | La Gran Estafa                                         | 5 de noviembre de 2015  | 6 de noviembre de 2015   | —                       |
| "Las Polillas Gitanas" llegan a la cima a la etapa de la Liga de Béisbol, que eran parte de la infancia de Shaggy , pero descubre que el campeonato está a punto de ser cerrado debido a que el fantasma de Chip Braverton aterroriza el lugar. |       |                                                                |                                                            |                                                        |                         |                          |                         |
| 6 | 6     | «Trading Chases»                                               | Cambiando Posiciones                                       | Estrategias Comerciales                                | 12 de noviembre de 2015 | 13 de noviembre de 2015  | —                       |
| Cuando un guía del museo apuesta que puede conducir mejor al grupo de Fred, cambian lugares para resolver el misterio de fantasma llamado Sobek. |       |                                                                |                                                            |                                                        |                         |                          |                         |
| 7 | 7     | «Be quiet Scooby-Doo!»                                         | ¡Guarda Silencio, Scooby Doo!                              | ¡Silencio, Scooby Doo!                                 | 19 de noviembre de 2015 | 20 de noviembre de 2015  | —                       |
| Cuando la pandilla visitan "El Dosel de Cristal", que está a punto de cerrar a causa de un monstruo que vive en las cuevas, ellos deben impedir que cierre. |       |                                                                |                                                            |                                                        |                         |                          |                         |
| 8 | 8     | «Party Like It's 1899»                                         | Actúa Como si Fuera 1899                                   | Una Fiesta Como la de 1899                             | 25 de noviembre de 2015 | 27 de noviembre de 2015  | —                       |
| Daphne lleva a la pandilla a una fiesta donde tienen que vestir al estilo victoriano y resolver un falso misterio. Pero un jinete sin cabeza real comienza a secuestrar a la gente, entonces el grupo tendrá que resolver este caso sin salir de sus personajes. |       |                                                                |                                                            |                                                        |                         |                          |                         |
| 9 | 9     | «Scream Donna»                                                 | Gritona Donna                                              | Donna Gritona                                          | 3 de diciembre de 2015  | 31 de enero de 2016      | —                       |
| La pandilla se hace pasar por una banda para investigar la aparición del fantasma de la Prima Donna la cual ahuyenta a cualquiera que desee actuar en su teatro. |       |                                                                |                                                            |                                                        |                         |                          |                         |
| 10 | 10    | «Kitchen Frighmare»                                            | Pesadilla en la Cocina                                     | Susto en la Cocina                                     | 14 de diciembre de 2015 | 4 de diciembre de 2015   | 31 de diciembre de 2016 |
| El chef favorito de Shaggy y Scooby por fin abrirá su propio restaurante, pero un Yeti los amenaza durante la noche de inauguración. La pandilla debe resolver el misterio antes de que sirvan el postre, ¡y Shaggy y Scooby deben resistir sus deseos de comer toda la comida que les servirán a los clientes!                                                                                            |       |                                                                |                                                            |                                                        |                         |                          |                         |
| 11 | 11    | «Me, Myself, and A.I.»                                         | La Inteligencia Artificial y yo                            | Yo, Yo Mismo y la Inteligencia Artificial              | 15 de diciembre de 2015 | 15 de octubre de 2015    | —                       |
| Cuando la pandilla va a una empresa de tecnología, una de las invenciones llamada el mayordomo 3000 se vuelve loco y comienza a atacar a los trabajadores. La pandilla debe resolver el misterio antes de que sea demasiado tarde para la compañía y posiblemente para ellos mismos. |       |                                                                |                                                            |                                                        |                         |                          |                         |
| 12 | 12    | «Area 51 Adjacent»                                             | Junto al Área 51                                           | Área 51 Adyacente                                      | 16 de diciembre de 2015 | 7 de enero de 2016       | —                       |
| La pandilla es atrapada por el área 51 porque ellos creen que el grupo de adolescentes son extraterrestres y son sometidos a interrogatorios mientras un alienígena está atemorizando el lugar. |       |                                                                |                                                            |                                                        |                         |                          |                         |
| 13 | 13    | «Where There's a Will, There's a Wraith»                       | Donde Hay un Testamento, Hay un Fantasma                   | El testamento del Alma                                 | 17 de diciembre de 2015 | 8 de enero de 2016       | —                       |
| En un clásico embrollo con una casa embrujada, un millonario al que una vez Scooby le salvó la vida, ¡lo incluye en su testamento! Ahora, para cobrar la parte de la fortuna que le corresponde a Scooby, la pandilla debe pasar una noche en una mansión aterradora, ¡junto con los parientes excéntricos del millonario y un fantasma aterrador!                                                         |       |                                                                |                                                            |                                                        |                         |                          |                         |
| 14 | 14    | «Scary Christmas»                                              | Navidad Aterradora                                         | Inféliz Navidad                                        | 18 de diciembre de 2015 | 19 de diciembre de 2016  | 24 de diciembre de 2017 |
| Es Nochebuena y Fred está dispuesto a resolver un misterio en la Navidad. Por desgracia, la ciudad donde la pandilla se encuentra, está siendo atacada por un pterodáctilo y no parece tener mucho que ver con la Navidad. |       |                                                                |                                                            |                                                        |                         |                          |                         |
| 15 | 15    | «If You Can't Scooby-Doo the Time, Don't Scooby-Doo the Crime» | Si no Puedes Scooby-Doo el Tiempo, no Scooby-Doo el Crimen | Si pierdes el Scooby-Tiempo, no hagas el Scooby-Crimen | 25 de marzo de 2016     | 3 de junio de 2016       | —                       |
| Fred visita una prisión de máxima seguridad y termina investigando el caso de un preso fugitivo fantasma llamado Stealin Stan que está causando estragos allí. |       |                                                                |                                                            |                                                        |                         |                          |                         |
| 16 | 16    | «Gremlin on a Plane»                                           | Duende en el Avión                                         | Cuidado con el enano!                                  | 1 de abril de 2016      | 10 de junio de 2017      | —                       |
| Un duende se ha comprometido a sabotear el primer vuelo tripulado del avión más grande del mundo: Aire Gigantica; la banda trata de resolver el misterio sobre el aire mientras Daphne toma en el asiento del piloto. |       |                                                                |                                                            |                                                        |                         |                          |                         |
| 17 | 17    | «Sorcerer Snacks Scare»                                        | El Susto de las Galletas Brujo                             | Galletas Mortales                                      | 2 de abril de 2016      | 17 de junio de 2016      | —                       |
| La pandilla visita una fábrica de galletas, donde un brujo ha asustado a todos los trabajadores. Mientras busca pistas sobre el hechicero, Fred descubre que puede conseguir que Shaggy y Scooby hagan lo que desee al darles galletas. |       |                                                                |                                                            |                                                        |                         |                          |                         |
| 18 | 18    | «Saga of the Swamp Beast»                                      | La Saga de la Bestia del Pantano                           | La Saga del traidor del pantano                        | 9 de abril de 2016      | 24 de junio de 2016      | —                       |
| ¡La excursión de la pandilla a un pantano se ve arruinada por una Bestia de pantano que arrastra los pies y espanta a cualquiera que se atreva a entrar en sus dominios embarrados! |       |                                                                |                                                            |                                                        |                         |                          |                         |
| 19 | 19    | «Be Cold, Scooby-Doo!»                                         | ¡Ponte Frío, Scooby-Doo!                                   | ¡Enfríate, Scooby-Doo!                                 | 16 de abril de 2016     | 1 de julio de 2016       | —                       |
| La pandilla llega a las pistas de esquí, pero su diversión nevada se ve interrumpida por la aparición de un malvado monstruo de nieve, decidido a ahuyentar de su montaña a todos los invasores. |       |                                                                |                                                            |                                                        |                         |                          |                         |
| 20 | 20    | «Giant Problems»                                               | Problemas Gigantes                                         | Problemas Gigantes                                     | 23 de abril de 2016     | 8 de julio de 2016       | —                       |
| La pandilla visita Irlanda para ver el castillo irlandés de la familia de Daphne. Cuando un gigante intenta asustarla y echarla fuera del castillo, la pandilla entra en el caso, pero las cosas comienzan a desmoronarse después de que Fred se viste como un caballero y Daphne comienza a hablar con un acento irlandés.                                                                                |       |                                                                |                                                            |                                                        |                         |                          |                         |
| 21 | 21    | «Eating Crow»                                                  | Espantacuervos                                             | El Cascacuervos                                        | 30 de abril de 2016     | 24 de septiembre de 2016 | —                       |
| La pandilla va a una granja después de que aparece un espantapájaros malvado, la pandilla tiene que resolver el misterio, mientras trata con las alergias de Velma, la búsqueda de una mascota de Daphne y el enamoramiento de Fred con la hija del granjero. |       |                                                                |                                                            |                                                        |                         |                          |                         |
| 22 | 22    | «I Scooby Dooby Do»                                            | Aceptooby Dooby Doo                                        | Yo Scooby-Dooby-Acepto                                 | 2 de septiembre de 2017 | 01 de octubre de 2017    | —                       |
| Mientras asisten a la boda de dos amigos, aparece un legendario fantasma llamado la novia del risco que trata de sabotear la boda. Mientras tanto, Shaggy se preocupa por dar su mejor discurso, Velma ve un nuevo lado atlético de sí misma y Daphne intenta hacer la boda lo más perfecto posible. |       |                                                                |                                                            |                                                        |                         |                          |                         |
| 23 | 23    | «El Bandito»                                                   | El Bandido                                                 | El bandido                                             | 1 de enero de 2018      | 1 de mayo de 2018        | —                       |
| La pandilla se dirige al festival del Día de los Muertos. Allí, se enteran de que el espíritu de El Bandito, un viejo y legendario criminal, ha regresado para aterrorizar a los habitantes. Fred se obsesiona con resolver el misterio y volverse él también parte de la gran leyenda. |       |                                                                |                                                            |                                                        |                         |                          |                         |
| 24 | 24    | «Into the Mouth of Madcap»                                     | En la Boca del Loco                                        | En Boca del Psicópata                                  | 8 de enero de 2018      | 9 de diciembre de 2019   | —                       |
| Daphne acepta cuidar a Wayne, el hijo de su amiga, y convence a Fred de tomarse una noche libre de misterios para ir al parque de diversiones del paseo marítimo. Aunque Daphne lo desconoce, el parque está embrujado por Madcap, un payaso malvado. |       |                                                                |                                                            |                                                        |                         |                          |                         |
| 25 | 25    | «The Norse Case Scenario»                                      | En el Peor de los Casos                                    | En el Peor Caso                                        | 15 de enero de 2018     | 1 de enero de 2019       | —                       |
| La pandilla va de campamento, aunque no logran ponerse de acuerdo acerca del objetivo del viaje. El deseo de Fred de que la pandilla se ponga en contacto con sus instintos naturales y perfeccione sus destrezas para el misterio se convierte en un aprendizaje práctico cuando unos Fantasmas vikingos los atacan e intentan ahuyentarlos, o algo peor.                                                 |       |                                                                |                                                            |                                                        |                         |                          |                         |
| 26 | 26    | «The People vs. Fred Jones»                                    | El Pueblo contra Fred Jones                                | El juicio contra Fred Jones                            | 22 de enero de 2018     | 31 de enero de 2019      | —                       |
| Fred es juzgado después de ser acusado injustamente de vestirse como un mutante de residuos tóxicos. El juicio va más lejos después de que Fred sea acusado de inventar cada misterio que ha resuelto. Aunque Daphne está de acuerdo en ser abogado de defensa de Fred, ella y el resto de la pandilla no sirven de ayuda a Fred, que corre el riesgo de ser llevado a la cárcel si es acusado del crimen. |       |                                                                |                                                            |                                                        |                         |                          |                         |

### Segunda Temporada (2017- 2018)
| # | Total | Título                               | Título (Hispanoamérica)              | Título (España)                        | Emisión                  | Emisión                                                | Emisión             |
| --- | ----- | ------------------------------------ | ------------------------------------ | -------------------------------------- | ------------------------ | ------------------------------------------------------ | ------------------- |
| 1 | 27    | «Some Fred Time»                     | Fred necesita un descanso            | Date un respiro, Fred                  | 21 de diciembre de 2017  | 5 de mayo de 2017 (Boomerang) 6 de mayo de 2017 (CN)   | 5 de marzo de 2018  |
| Fred comienza obsesivamente a querer atrapar a todo el mundo, por lo que la pandilla decide que necesita un descanso de resolver misterios y lo llevan a una cabaña en la playa. Mientras que allí, un tiburón andante comienza a aterrorizar el área, y la pandilla intenta ocultarle esto a Fred para que él puede conseguir descansar. |       |                                      |                                      |                                        |                          |                                                        |                     |
| 2 | 28    | «There Wolf»                         | Hay un lobo                          | Que viene el lobo                      | 21 de diciembre de 2017  | 12 de mayo de 2017 (Boomerang) 13 de mayo de 2017 (CN) | 6 de marzo de 2018  |
| Después de que Scooby Doo pierde por completo el apetito, la pandilla lo lleva a un antiguo hospital de animales en el bosque. A su llegada, Scooby Doo descubre que hay un hombre lobo que atormenta al hospital y la pandilla intenta resolver el misterio, mientras Daphne se convierte en un mimo. |       |                                      |                                      |                                        |                          |                                                        |                     |
| 3 | 29    | «Renn Scare»                         | Miedo medieval                       | Pánico en la fiesta renacentista       | 21 de diciembre de 2017  | 19 de mayo de 2017 (Boomerang) 20 de mayo de 2017 (CN) | 7 de marzo de 2018  |
| La pandilla visita una feria renacentista por deseo de Velma, que frecuentaba la feria cuando era más joven. Rápidamente descubren que vivir en la Edad Media no es solo diversión cuando el fantasma del bufón malvado intenta cerrar la feria para siempre y derrocar al rey. |       |                                      |                                      |                                        |                          |                                                        |                     |
| 4 | 30    | «How to Train Your Coward»           | Cómo entrenar a tu cobarde           | Cómo superar tu cobardía               | 21 de diciembre de 2017  | 26 de mayo de 2017 (Boomerang) 27 de mayo de 2017 (CN) | 8 de marzo de 2018  |
| Después de ser golpeados brutalmente por un monstruo, Shaggy y Scooby deciden dejar la pandilla y contratar reemplazos para ellos. Mientras que proporcionan en el trabajo de formación para los novatos, Shaggy y Scooby descubrir que reemplazarse a sí mismos no es tan fácil como lo habían hecho, sobre todo cuando un vampiro aparece. |       |                                      |                                      |                                        |                          |                                                        |                     |
| 5 | 31    | «Worst in Show»                      | El peor del show                     | El peor perro del concurso             | 21 de diciembre de 2017  | 2 de junio de 2017 (Boomerang)                         | 12 de marzo de 2018 |
| Cuando una bestia monstruosa ataca una exhibición de perros, Scooby Doo entra encubierto en el programa para resolver el misterio. Sin embargo, las luchas internas entre la pandilla hacen que sea difícil resolver el misterio, Velma y Shaggy cambiando personalidades, Fred fingiendo ser un millonario rico, y Scooby Doo tratando de ganar el respeto de los otros perros. |       |                                      |                                      |                                        |                          |                                                        |                     |
| 6 | 32    | «Mysteries On The Disorient Express» | Misterios en el Expreso Desorientado | Misterio en el desorientado express    | 21 de diciembre de 2017  | 9 de junio de 2017 (Boomerang)                         | 13 de marzo de 2018 |
| Cuando la pandilla toma unas vacaciones libres de monstruos en un tren, se sorprenden al enterarse de que no sólo hay un monstruo al acecho, sino ocho criaturas diferentes de alrededor del mundo que aterran el tren. |       |                                      |                                      |                                        |                          |                                                        |                     |
| 7 | 33    | «Halloween»                          | Halloween                            | Halloween                              | 28 de septiembre de 2017 | 30 de octubre de 2017 (Boomerang)                      | 14 de marzo de 2018 |
| El va truco o tratar en la noche de Halloween, pero Velma parece pensar que Halloween es una falta de respeto a la historia, mientras que Daphne, Shaggy y Scooby tienen la opinión opuesta. Mientras tanto, Fred cree que no puedes resolver un misterio en Halloween. Pero todo se explica cuando la banda se ejecuta en una bruja y Fred revela que se encontró con la misma bruja hace 11 años con su primo. |       |                                      |                                      |                                        |                          |                                                        |                     |
| 8 | 34    | «The Curse Of Kaniaku»               | La maldición de Kaniaku              | La maldición de kaniaku                | 21 de diciembre de 2017  | 16 de junio de 2017 (Boomerang)                        | 15 de marzo de 2018 |
| Velma lleva a la pandilla a visitar Japón después de que es invitada por una amiga, pero pronto descubren que la ciudad está siendo perseguida por un monstruo cangrejo llamado Kaniaku. Mientras tanto, Daphne se vuelve viral en los medios de comunicación japoneses. |       |                                      |                                      |                                        |                          |                                                        |                     |
| 9 | 35    | «Vote Velma»                         | Vota por Velma                       | Vota a velma                           | 21 de diciembre de 2017  | 23 de junio de 2017 (Boomerang)                        | 19 de marzo de 2018 |
| Después de que el fantasma del fundador de la ciudad de Littlefield asuste al otro candidato a la alcaldía, Velma toma su lugar, pero pronto descubre que lo que los votantes buscan puede no ser siempre la verdad completa. |       |                                      |                                      |                                        |                          |                                                        |                     |
| 10 | 36    | «Scroogey Doo»                       | Scroogey Doo                         | Scroogie doo                           | 30 de noviembre de 2017  | 30 de junio de 2017 (Boomerang)                        | 20 de marzo de 2018 |
| La pandilla está en Gran Bretaña para el discurso de Velma en el simposio de víspera de Navidad, pero el misterio está en el aire cuando se encuentran con un hombre que afirma que será perseguido por tres fantasmas. Mientras que la falta de bondad de Scrooge y el resentimiento de Fred contra los mapaches mantienen a la banda ocupada, Velma descubre que los fantasmas no sólo están allí para mostrar a Scrooge el error de su camino, parece que también quieren mostrarle que su vida sería mucho mejor sin ser oprimidos por la obsesión de la pandilla con los misterios. |       |                                      |                                      |                                        |                          |                                                        |                     |
| 11 | 37    | «In Space»                           | En el espacio                        | En el espacio                          | 22 de diciembre de 2017  | 7 de julio de 2017 (Boomerang)                         | 21 de marzo de 2018 |
| Luego de estacionarse en el muelle de carga de una nave espacial, Fred y la pandilla son enviados al espacio donde un virus que convierte a las personas en alienígenas se propaga rápidamente. La pandilla tiene que encontrar una forma de resolver el misterio y evitar ser contaminados con el virus. |       |                                      |                                      |                                        |                          |                                                        |                     |
| 12 | 38    | «Doo Not Disturb»                    | No molestar                          | No molesto                             | 22 de diciembre de 2017  | 14 de julio de 2017 (Boomerang)                        | 22 de marzo de 2018 |
| Atrapados en una tormenta de nieve, la pandilla se queda en el Buen Hijo Inn, donde el dueño del hotel es extrañamente estricto sobre sus reglas. La pandilla más tarde descubre que la razón de esto es porque la madre fallecida del dueño le dará un escarmiento aterrador a cualquiera que no siga sus reglas. |       |                                      |                                      |                                        |                          |                                                        |                     |
| 13 | 39    | «Silver Scream»                      | El séptimo susto                     | Grito de Plata                         | 22 de diciembre de 2017  | 21 de julio de 2017 (Boomerang)                        | 26 de marzo de 2018 |
| Mientras la pandilla está de gira por Fletcher Studios, descubren que se está haciendo un remake de una película nunca antes vista de Archie Barnes. Sin embargo, lo que no se dan cuenta es que Archie Barnes ha regresado de la tumba para evitar que su última película se vea. |       |                                      |                                      |                                        |                          |                                                        |                     |
| 14 | 40    | «Fright of Hand»                     | Un truco bajo la manga               | Terror con truco                       | 22 de diciembre de 2017  | 2 de octubre de 2017 (Boomerang)                       | 16 de abril de 2018 |
| La pandilla visita el Club de Magia Hocus Pocus y Fred intenta unirse como mago, bajo su personaje Freddy O No. Después de la primera actuación de Fred, la cual es arruinada por un conejo mutante, la banda intenta resolver el misterio. |       |                                      |                                      |                                        |                          |                                                        |                     |
| 15 | 41    | «Greece is the Word»                 | Grecia es la palabra                 | Grecia es la palabra                   | 22 de diciembre de 2017  | 9 de octubre de 2017 (Boomerang)                       | 17 de abril de 2018 |
| Al intentar escapar de una harpía, los chicos quedan atrapados en un antiguo edificio griego con el techo lentamente acercándose a ellos, Velma encuentra un viejo pergamino, esto conduce tanto a su ruta de escape, como a una historia sobre uno de los primeros misterios en la antigua Grecia, involucrando a la pandilla como antiguos ciudadanos griegos y una araña monstruosa. |       |                                      |                                      |                                        |                          |                                                        |                     |
| 16 | 42    | «American Goth»                      | Gótico americano                     | Gótico americano                       | 8 de marzo de 2018       | 16 de octubre de 2017 (Boomerang)                      | 18 de marzo de 2018 |
| La amiga de Shaggy, Amelia, invita a Shaggy ya la pandilla a una fiesta. Pero Shaggy descubre que Amelia se ha convertido en un gótico. Después de darse cuenta de que tiene sentimientos por ella Shaggy comienza a sentirse mal que no ha cambiado en absoluto, así que decide que él también se convertirá en un gótico. Pero un misterio aparece cuando un monstruo malvado de la planta ataca a la cuadrilla. |       |                                      |                                      |                                        |                          |                                                        |                     |
| 17 | 43    | «Omelettes are Forever»              | Los omelettes son para siempre       | Tortitas para la eternidad             | 9 de marzo de 2018       | —                                                      | 19 de abril de 2018 |
| La pandilla se ve atrapada en intrigas y espionaje internacional cuando se cruzan con la agente secreta británica, Jenny Vex, y deben ayudarla a completar su peligrosa misión de evitar que un malvado mercenario llamado Minus mate el desayuno. |       |                                      |                                      |                                        |                          |                                                        |                     |
| 18 | 44    | «Ghost in the Mystery Machine»       | Fantasma en la Máquina del Misterio  | El fantasma de la máquina del misterio | 10 de marzo de 2018      | —                                                      | 20 de abril de 2018 |
| La peor pesadilla de Fred se hace realidad cuando un espíritu maligno posee la Máquina del Misterio y convierte su amada camioneta en un monstruo implacable que quiere destruirlo a él y a la pandilla antes de que puedan resolver el misterio. |       |                                      |                                      |                                        |                          |                                                        |                     |
| 19 | 45    | «Naughty or Ice»                     | Helado bueno                         | Travesuras en el hielo                 | 11 de marzo de 2018      | —                                                      | 23 de abril de 2018 |
| Daphne lleva a la pandilla a un elegante hotel de hielo del que es copropiedad su familia, donde se está inaugurando una nueva exhibición de artefactos de la edad de hielo. Sin embargo, las cosas se calientan cuando un Hombre de Hielo congelado se descongela y hace estragos dentro del hotel. |       |                                      |                                      |                                        |                          |                                                        |                     |
| 20 | 46    | «Night of the Upsetting Shorts»      | La noche de los shorts horribles     | La noche de los pantalones horribles   | 12 de marzo de 2018      | —                                                      | 24 de abril de 2018 |
| La pandilla va a un asilo para visitar a la abuela de Shaggy. Mientras Shaggy finge ser el líder del equipo y el novio de Daphne para impresionar a su abuela, Fred decide resolver el misterio de un hombre gorila que aterroriza el asilo, usando unos molestos shorts que disgusta a la pandilla. |       |                                      |                                      |                                        |                          |                                                        |                     |
| 21 | 47    | «Junkyard Dogs»                      | Perros de basurero                   | Perros de chatarra                     | 13 de marzo de 2018      | —                                                      | 25 de abril de 2018 |
| Scooby se encuentra con un viejo compañero de perrera, Axel, que es un perro policía altamente entrenado que cree que el misterio del monstruo del depósito de chatarra es un caso demasiado grande para la pandilla. |       |                                      |                                      |                                        |                          |                                                        |                     |
| 22 | 48    | «Protein Titans 2»                   | Titanes de las proteínas 2           | Proteína Titánica 2                    | 14 de marzo de 2018      | —                                                      | 26 de abril de 2018 |
| Cuando una empresa de videojuegos intenta comprar un viejo algoritmo de Velma y convencerla de trabajar para ellos en San Francisco, la pandilla se ve envuelta en el misterio de un villano de videojuegos que aparentemente ha cobrado vida: el Chef Fantasma. |       |                                      |                                      |                                        |                          |                                                        |                     |
| 23 | 49    | «World of Witchcraft»                | El mundo de la brujería              | Mundo de brujería                      | 15 de marzo de 2018      | —                                                      | 9 de junio de 2018  |
| La pandilla va a Salem, Massachusetts, para un festival histórico, solo para descubrir que la historia se repite cuando un demonio ha quedado suelto en la ciudad, convocado por una bruja como venganza por los infames juicios de brujas de Salem del siglo XVII. |       |                                      |                                      |                                        |                          |                                                        |                     |
| 24 | 50    | «Professor Huh? Part 1»              | ¿Profesor Huh? Parte 1               | Profesor Huh? Primera Parte            | 16 de marzo de 2018      | —                                                      | 2 de mayo de 2018   |
| Fred y la pandilla son llamados para ayudar con un misterio que involucra a una figura del pasado de Fred, Profesor ¿Eh? Fred descubre que Rose, con quien aprendió a resolver misterios hasta que se pelearon, también llegó con su pandilla. |       |                                      |                                      |                                        |                          |                                                        |                     |
| 25 | 51    | «Professor Huh? Part 6 ¾»            | ¿Profesor Huh? Parte 6 ¾             | Professor Huh? Parte 6 ¾               | 17 de marzo de 2018      | —                                                      | 3 de mayo de 2018   |
| Fred y la pandilla son llamados para ayudar con un misterio que involucra a una figura del pasado de Fred, Profesor ¿Eh? Fred descubre que Rose, con quien aprendió a resolver misterios hasta que se pelearon, también llegó con su pandilla. |       |                                      |                                      |                                        |                          |                                                        |                     |
| 26a | 52a   | «Pizza O'Possum's»                   | Pizzarigüella                        | Pizza Opossum                          | 18 de marzo de 2018      | —                                                      | 30 de abril de 2018 |
| Una zarigüeya animatrónica que queda poseída y se vuelve loca en la sala de videojuegos favorito de la infancia de Shaggy. |       |                                      |                                      |                                        |                          |                                                        |                     |
| 26b | 52b   | «The Curse of Half-Beard's Booty»    | La maldición del botín de Mediabarba | La maldición del botin                 | 18 de marzo de 2018      | —                                                      | 30 de abril de 2018 |
| Fred se encuentra cara a cara con su viejo enemigo, el Capitán Cutler, quien parece haber cambiado de página como restaurador, pero está acosado por un pirata fantasmal. |       |                                      |                                      |                                        |                          |                                                        |                     |